# Saint-Justin (Gers)
Saint-Justin ist eine französische Gemeinde mit 132 Einwohnern (Stand 1. Januar 2022) im Département Gers in der Region Okzitanien (vor 2016: Midi-Pyrénées). Sie gehört zum Arrondissement Mirande und zum Kanton Pardiac-Rivière-Basse. 

## Lage
Sie liegt an der südwestlichen Grenze zum benachbarten Département Hautes-Pyrénées und wird vom Fluss Arros und seinem Zufluss Larté durchquert. Nachbargemeinden sind:
| Auriébat (Hautes-Pyrénées)   | Marciac                                     |          |
| Sauveterre (Hautes-Pyrénées) | Kompassrose, die auf Nachbargemeinden zeigt | Ricourt  |
| Monfaucon (Hautes-Pyrénées)  | Buzon (Hautes-Pyrénées)                     | Sembouès |

## Bevölkerungsentwicklung
| Jahr      | 1962 | 1968 | 1975 | 1982 | 1990 | 1999 | 2008 | 2016 |
| --------- | ---- | ---- | ---- | ---- | ---- | ---- | ---- | ---- |
| Einwohner | 189  | 188  | 161  | 168  | 145  | 139  | 160  | 131  |

## Sehenswürdigkeiten
- Kirche Saint-Justin
- Schloss Samazan